# ネペチン
ネペチンは、キク科ヒヨドリバナ属のマリア・ブレータ(Eupatorium ballotaefolium)から単離されるO-メチル化フラボンである。

## 配糖体
ネピトリンは、ネペチンの7-グルコシドである。